# Thermesia
Thermesia is een geslacht van vlinders van de familie spinneruilen (Erebidae).

## Soorten
- T. apistis Plötz, 1880
- T. brevistriga Walker, 1865
- T. clarilinea Mabille, 1900
- T. incedens (Walker, 1858)
- T. junctilinea Mabille, 1900
- T. lumma Plötz, 1880